# پومروی (پنسیلوانیا)
پومروی (به انگلیسی: Pomeroy) یک منطقهٔ مسکونی در ایالات متحده آمریکا است که در شهرستان چستر، پنسیلوانیا واقع شده‌است. پومروی ۰٫۸۶ کیلومتر مربع مساحت و ۴۰۱ نفر جمعیت دارد و ۱۴۷٫۵۲ متر بالاتر از سطح دریا واقع شده‌است.